# Canal de mensajes de tráfico

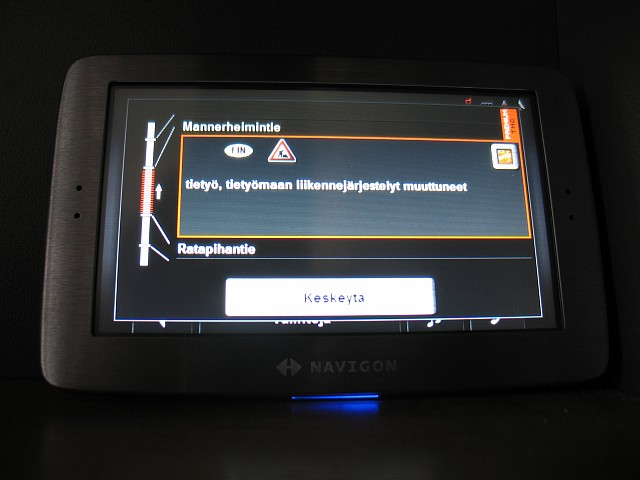
A sede anuestras pajinas

El canal de mensajes de tráfico (en inglés: Traffic Message Channel, TMC), es un canal digital de información sobre el estado del tráfico que se emite codificado dentro de la señal de un canal de radio. Es inaudible, pero proporciona al navegador de un vehículo los datos necesarios para calcular la ruta óptima hacia su destino, en función del estado de las vías de circulación en ese instante, evitando accidentes de tránsito, como zonas con atascos, obras o accidentes.
El teletexto usado en las emisiones de televisión es similar en el sentido de que la información en formato de texto viaja codificada dentro de la señal de video transmitida por las diferentes cadenas de televisión, con la desventaja de no poderse utilizar cuando se está conduciendo.

## Dispositivos y programas de navegación
Un receptor RDS-TMC es realmente un sintonizador de radio FM especial que puede decodificar los datos TMC. 

## España
En España, RNE emite esta información. Está proporcionada por:
- SCT como operador de gestión del tráfico en Cataluña.
- DT en el País Vasco.
- Dirección General de Tráfico (DGT) como operador de gestión del tráfico en el resto del país.

La cobertura de la red de carreteras son las autopistas y autovías, carreteras nacionales y las carreteras de primer nivel que pertenecen a las comunidades autónomas.
Junto a esto, el RACC está trabajando en servicios TMC urbanos, comenzando por Sevilla y Barcelona, que se emitirán por RNE 2.
Las tablas de localización provienen de la DGT. La actual versión es la 2.1 y contiene unas 7.750 localizaciones de problemas.